# Paul Gondjout

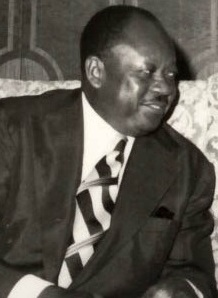
Paul Gondjout (1976)

Paul Marie Indjendjet Gondjout (* 4. Juni 1912 in Lambaréné; † 1. Juli 1990 in Libreville) war ein gabunischer Politiker, der unter anderem zwischen 1949 und 1958 Mitglied des Senats von Frankreich sowie von 1960 bis 1961 erstmals Präsident der Nationalversammlung Gabuns (Assemblée Nationale) war. Nachdem er zwischen 1968 und 1975 als Präsident des Obersten Gerichtshofes (Cour suprême du Gabon) fungierte, bekleidete er zwischen 1975 und 1980 erneut das Amt als Präsident der Nationalversammlung.

## Leben
Paul Marie Indjendjet Gondjout, eines von fünf Kindern von Pierre Gondjout und Eugénie Mboumba, begann nach dem Schulbesuch in Libreville 1928 seine berufliche Laufbahn in der Verwaltung und gründete im August 1946 die Demokratische Partei Afrikas PDA (Parti Démocratique Africain), die sich der Demokratischen Sammlungsbewegung Afrikas RDA (Rassemblement Démocratique Africain) von Félix Houphouët-Boigny anschloss. Nach dem Tode von Mathurin Anghiley am 1. Juni 1949 wurde er als dessen Nachfolger am 24. Juli 1949 zum Mitglied des Senats von Frankreich gewählt, dem damaligen Rat der Republik (Conseil de la République), dem er nach seiner Wiederwahl am 18. Mai 1952 bis zum 7. Juni 1958 angehörte. Während seiner Parlamentszugehörigkeit gehörte er zur Gruppe der parteilosen Überseevertreter IOM (Indépendants d’Outre-Mer) und war unter anderem zwischen 1949 und 1952 sowie von 1955 bis 1958 Mitglied des Ausschusses für Arbeit und soziale Sicherheit (Commission du travail et de la sécurité sociale), zwischen 1952 und 1953 des Ausschusses für Wiederaufbau und Kriegsschäden (Commission de la reconstruction et des dommages de guerre), von 1953 bis 1957 des Ausschusses für die Überseegebiete (Commission de la France d’outre-mer), zwischen 1953 und 1955 des Ausschusses für Meeres- und Fischereiangelegenheiten (Commission de la marine et des pêches) sowie von 1957 bis 1958 des Ausschusses für Pensionen (Commission des pensions).
1953 entschloss sich Gondjout zur Fusion seiner Demokratischen Partei Afrikas PDA mit der Gemischten Gabunischen Bewegung MMG (Mouvement Mixte Gabonais) von Léon M’ba, woraufhin der Gabunische Demokratische Block BDG (Bloc Démocratique Gabonais) entstand. Am Ende der Wahlen vom 31. März 1957, die der Anwendung des Rahmengesetzes von Gaston Defferre folgten, dem Minister für die französischen Überseegebiete, wurde er zum Präsidenten der neuen Territorialversammlung (Assemblée Territoriale) mit erweiterten Befugnissen auf sozialer Ebene gewählt. Am Ende des Referendums vom 28. September 1958, das die Geburt der Gabunischen Republik begründete, unterzeichnete Paul Gondjout am 28. November 1958 die Gründungsurkunde der Gabunischen Republik. Die Territorialversammlung unter seiner Präsidentschaft wurde daraufhin zur Gesetzgebenden Versammlung. Unter seiner Führung wurde am 18. Februar 1959 die erste gabunische Verfassung verabschiedet. Anschließend war er Mitglied der Delegation, die zu den Unabhängigkeitsverhandlungen nach Frankreich reiste. Allerdings waren sich Gondjout und Léon M’ba nicht einig über das politische Regime, das im neuen Staat eingeführt werden soll.
Nach der Unabhängigkeit von Frankreich am 17. August 1960 wurde aufgrund dieser unterschiedlichen Auffassungen die Nationalversammlung, der Paul Gondjout er vorstand, aufgelöst. Durch die Resolution 153 des UN-Sicherheitsrates erfolgte am 23. August 1960 die Aufnahme Gabuns in die Vereinten Nationen. Am 12. Februar 1961 wurden neue Parlamentswahlen anberaumt und eine Nationalversammlung gewählt, zu deren Präsident Louis Emile Bigman gewählt wurde. Daraufhin zog er sich vorübergehend von der politischen Bühne zurück. Nach dem Tod von Prinz Adandé kehrte er 1968 als Präsident des Obersten Gerichtshofs (Cour suprême du Gabon) in eine führende Position zurück, die er bis 1975 innehatte.
Nachdem Georges Aleka Damas aus gesundheitlichen Gründen als Präsident der Nationalversammlung zurückgetreten war, übernahm Gondjout am 12. April 1975 dieses Amt erneut und bekleidete dieses bis zum 26. Februar 1980, woraufhin Augustin Boumah das Amt des Parlamentspräsidenten übernahm.
Paul Gondjout war zunächst mit Rosalie Matoukou verheiratet. Danach war er von 1951 bis zu seinem Tode 1990 mit Odette Louembet verheiratet. Aus dieser Ehe gingen drei Kinder hervor. Die Tochter Laure Olga Gondjout (* 1953) war unter anderem 2008 Außenministerin, sein Sohn Vincent de Paul Gondjout war ebenfalls Mitglied der Nationalversammlung, während sein Sohn Paul-Marie Gondjout nach dem Militärputsch seit 2023 Justizminister in der Übergangsregierung von Brice Oligui ist. Sein Neffe war der Dichter und Politiker Georges Rawiri (1932–2006), der unter anderem von 1971 bis 1974 Außenminister, zwischen 1980 und 1990 Erster stellvertretender Premierminister sowie von 1997 bis 2006 Präsident des Senats war.

## Hintergrundliteratur
- Marc-Louis Ropivia: Paul-Marie Indjendjet Gondjout. Un pionnier dans la construction du Gabon contemporain, („Paul-Marie Indjendjet Gondjout. Ein Pionier beim Aufbau des heutigen Gabun“), 2012
- Jean-François Owaye: L’exclusion de Paul-Marie Indjendjet-Gondjout du Bloc démocratique gabonais. Un épisode de sa rivalité avec Léon Mba Minko, („Der Ausschluss von Paul-Marie Indjendjet-Gondjout aus dem gabunischen Demokratischen Block. Eine Episode seiner Rivalität mit Léon Mba Minko“), 2015